# Candy de Rouge
Candy de Rouge, nom de plume de Wolfgang Detmann (né le 25 septembre 1944 à Bad Neustadt an der Saale) est un auteur-compositeur et producteur allemand.

## Biographie
Wolfgang Detmann étudie le droit à l'université de Wurtzbourg, où il obtient son examen d'État en droit quatre ans plus tard.
Candy de Rouge commence sa carrière avec son groupe Red Baron à la fin des années 1970 avec des titres comme Gimme Love, That Summernight et Back To Paris et deux albums.
Il s'installe à Francfort-sur-le-Main, où il fonde une société d'édition musicale et travaille comme producteur de musique.
En tant que producteur pour CBS, il travaille avec des artistes tels que Jennifer Rush, Bonnie Bianco (en), Thomas Anders, Chris Norman, Falco, Helen Schneider (en) et Sally Oldfield. Entre autres choses, il compose la chanson The Power of Love avec Gunther Mende (de), Jennifer Rush et l'Américaine Mary Susan Applegate, qui est un énorme succès international pour Rush, numéro un au Royaume-Uni, et est ensuite fait l'objet de reprises, notamment par Céline Dion, qui atteint la première place du hit-parade américain.
Début 2001, il retourne à Wurtzbourg où, outre la musique avec son studio Cooltown, sous son nom de naissance, il se consacre à l'écriture, des nouvelles, des poèmes et des romans notamment historiques.